# Pop-rap
Pop rap (também conhecido como pop hip hop, hip pop, melodic hip hop ou melodic rap) é um subgênero do rap com uma forte influência da música pop. 
Na música pop rap, os elementos verdadeiros do hip hop são removidos e hooks são usados para se obter um som amigável. A mistura entre as batidas e ritmos com potentes hooks melódicos normalmente podem ser encontrados nas suas formas originais de música pop. Este gênero ganhou popularidade durante os anos 1990, embora as influências e raízes do pop rap possam remontar a artistas de hip-hop do final dos anos 1980, como Run DMC, LL Cool J e Beastie Boys. As letras costumam ser alegres, com refrões semelhantes aos ouvidos na música pop.

## Características
O AllMusic descreve o pop-rap como "um casamento de batidas e raps de hip-hop com fortes ganchos melódicos, que geralmente são apresentados como parte da seção do refrão em uma estrutura de música pop padrão". O pop rap  também tende a ter letras menos agressivas do que o rap de rua. As músicas pop-rap costumam ter um conteúdo lírico semelhante ao pop, com temas como amor e relacionamentos.

## Artistas famosos(as) de pop rap
- 2NE1
- 50 Cent
- Aaliyah
- Alicia Keys
- Ashanti
- Akon
- Alexandra Reid
- Ariana Grande
- Baby Bash
- Beyoncé
- Black Eyed Peas (principalmente a partir do álbum Elephunk)
- Bow Wow
- BTS
- Cabal
- Cardi B
- Chris Brown
- Chanyeol
- CL
- DC Talk
- Diddy
- DJ Bobo
- Dj Hyo
- Doja Cat
- Drake
- Eminem
- Fat Joe
- Fetty Wap
- Fergie
- Gabriel, o Pensador
- Gloria Groove
- Gwen Stefani
- Hyolyn
- HyunA
- Iggy Azalea
- Jackson Wang
- Jadakiss
- Ja Rule
- Jazze Pha
- Jesy Nelson
- J-Hope
- Kai
- KARD
- Karol Conká
- Kid Ink
- Kris Wu
- Leigh-Anne Pinnock
- Lil' Flip
- Lil Wayne
- LL Cool J
- Mark Lee
- Mary J. Blige
- Nelly
- Nelly Furtado
- Neneh Cherry
- Nicki Minaj
- Nicole Jung
- Rap Monster
- Red Velvet
- Rihanna
- R. Kelly
- Snoop Dogg
- Suga
- Swizz Beatz
- The Neptunes
- Tyga
- Usher
- Vanilla Ice
- Will Smith
- Will.i.am
- Wiz Khalifa